# Fanny Moran-Olden

Foto Fanny Moran-Olden

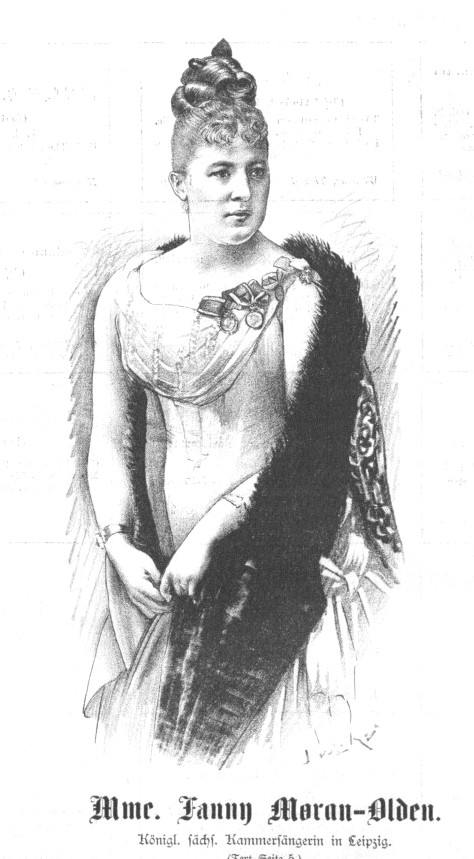
Fanny Moran-Olden (1890)

Fanny Moran-Olden (* 28. September 1855 in Cloppenburg; † 12. Februar 1905 in Berlin-Schöneberg) war eine deutsche Opernsängerin (Sopran).

## Leben
Fanny Moran-Olden wurde in Cloppenburg im Großherzogtum Oldenburg als Tochter des Geheimen Medizinalrats Tappehorn geboren. Aus Rücksicht auf ihre Eltern, die gegen eine Bühnenkarriere waren, benutzte sie den Namen ihres Geburtsortes „Olden“ als Bühnennamen.
Ihre Ausbildung zur Opernsängerin absolvierte sie zunächst in Hannover, danach in Dresden, unter anderem bei Auguste Götze. 1878 debütierte sie an der Dresdner Hofoper als Norma in Bellinis gleichnamiger Oper. Anschließend wurde sie als Ensemblemitglied nach Frankfurt am Main engagiert, wo sie bis 1884 wirkte. Dort sang sie 1880 die Partie der Donna Anna in Mozarts Oper Don Giovanni anlässlich der Einweihung des neuen Frankfurter Opernhauses. Bereits ein Jahr zuvor war sie in Frankfurt in der Uraufführung der Oper Robin Hood von Albert Dietrich in der Rolle der Marian zu hören.
1884 wirkte sie als gefeierte Sängerin am Leipziger Stadttheater und von 1884 bis 1891 an der Leipziger Oper. Zu Moran-Oldens Freundeskreis in Leipzig gehörten einflussreiche Musiker wie der Komponist Carl Reinecke, der Dirigent Arthur Nikisch und der Pianist Anton Rubinstein. Im November und Dezember 1889 gastierte sie an der Königlichen Oper in Berlin und wurde ab 1891 für diese Bühne engagiert.
1888 besuchte Fanny Moran-Olden erstmals die Vereinigten Staaten, wo sie als eine der bedeutendsten Sopranistinnen der Welt gefeiert wurde. Dort war sie in den Spielzeiten 1888–89 und 1900–1901 an der New Yorker Metropolitan Oper zu hören, unter anderen in Opern von Giacomo Meyerbeer (Die Hugenotten, Die Afrikanerin, Der Prophet), Giuseppe Verdi (Der Troubadour) und Richard Wagner (Der Ring des Nibelungen).
Weitere Stationen ihrer internationalen Karriere waren Opernhäuser und Konzertsäle in Rotterdam (1887), Budapest (1889), Amsterdam (1893), Prag (1901), Basel (1892) sowie in Dänemark, England und Russland. Ihr letztes Gastspiel gab sie 1902 am Opernhaus in Breslau. Nach Beendigung ihrer Bühnenlaufbahn unterrichtete sie als Gesangslehrerin für kurze Zeit am Konservatorium der Musik Klindworth-Scharwenka in Berlin.
Ihr Stimmumfang war so groß, dass sie sowohl hohe Sopranpartien (z. B. Norma, Donna Anna, Isolde) als auch tiefe Altpartien wie Fides in Der Prophet und Leah beherrschte. Sie sang Elisabeth im Tannhäuser, Brünnhilde im Ring des Nibelungen und den Fidelio.
Fanny Moran-Olden starb 1905 im Maison de Santé, einer Heilanstalt für Gemütserkrankungen in Berlin-Schöneberg, in Folge eines Hirnleidens in geistiger Umnachtung.

## Privatleben
1879 heiratete sie den aus Temeswar (Banat) stammenden Carl Moran (1845–1940), der als Tenor an der Frankfurter Oper wirkte. Seitdem führte sie den Nachnamen Moran-Olden. Die Ehe wurde 1896 geschieden. Das einzige Kind Fanny Moran-Oldens, die Tochter Dora (Theodora) Moran-Olden (1880–1930), wurde eine bekannte Konzert- und Liedersängerin.
1897 heiratete Fanny Moran-Olden den Opernsänger Theodor Bertram.